# I want tomorrow to come
〈I want tomorrow to come〉(아이 왓 투모로우 투 컴)은 일본의 여성 아이돌 그룹 사쿠라자카46의 노래. 2024년 10월 23일에 사쿠라자카46의 열 번째 싱글로 소니 레코드에서 발매되었다.

## 개요
- 사쿠라자카46에 개명 후 전작인 〈자업자득〉 발매 이후 4개월 만에 발매되는 열 번째 싱글이다.

### 내용주
1. ↑  케야키자카46 명의의 싱글 19번째(전달 한정 싱글 2곡을 포함)이다.